# كارثة فوكوشيما
كارثة فوكوشيما هي كارثة تطورت بعد زلزال اليابان الكبير في 11 مارس 2011 ضمن مفاعل فوكوشيما 1 النووي. حيث أدت مشاكل التبريد إلى ارتفاع في ضغط المفاعل، تبعتها مشكلة في التحكم بالتنفيس نتج عنها زيادة في النشاط الإشعاعي.
ذكرت وكالة الهندسة النووية بأن الوحدات من 1 إلى 3 توقفت بشكل آلي بعد زلزال اليابان الكبير، بينما كانت الوحدات من 4 إلى 6 متوقفة بسبب أعمال الصيانة. وقد تم تشغيل مولدات ديزل لتأمين طاقة كهربائية راجعة من أجل تبريد الوحدات 1 إلى 3 والتي كانت قد تضررت بسبب التسونامي. وقد عملت هذه المولدات في البداية بشكل جيد لكنها توقفت بعد ساعة. ويستخدم التبريد في طرح الحرارة المتولدة في المفاعل، وبعد فشل المولدات وتوقف البطاريات عن العمل بعد 8 ساعات والتي تستخدم عادة للتحكم بالمفاعل وصمامته أثناء انقطاع الكهرباء، أعلنت حالة الطوارئ النووي في اليابان. وقد أرسلت القوات اليابانية البرية بطاريات إلى موقع الحدث.
صدر أمر إخلاء أولي لنطاق 3 كم من محيط المفاعل وشمل ذلك على 5800 مواطن يعيشون ضمن هذا النطاق. كما نصح السكان الذين يعيشون ضمن نطاق 10 كم من المصنع أن يبقوا في منازلهم. وفي وقت لاحق شمل أمر الإخلاء جميع السكان ضمن نطاق الـ 10 كم.
وقد أعلنت شركة كهرباء طوكيو في منتصف ليل 11 مارس حسب التوقيت المحلي لطوكيو بأنه سوف يتم تنفيس الغازات في الوحدة رقم 1 مما سيؤدي إلى تحرير إشعاعات في الجو. كما سجلت شركة طوكيو للكهرباء ارتفاع النشاط الإشعاعي في بناء توربين الوحدة 1. وفي الساعة الثانية حسب التوقيت المحلي لطوكيو وصل الضغط ضمن المفاعل إلى 6 بار وهي قيمة أعلى ب 2 بار من أعلى قيمة مسموح فيها في الشروط الطبيعية. وفي الساعة 5:30 سجل الضغط ضمن الوحدة 1 ب 8.1 بار وهو أعلى بـ 2.1 مرة من الاستطاعة التصميمية. وفي الساعة 6:10 أعلن عن مشكلة تبريد في الوحدة 2.
للحد من تصاعد الضغط المحتمل تم الإفراج عن البخار الحاوي على مواد مشعة من الدائرة الابتدائية والثانوية الحاوية له. وفي الساعة 6:40 من 12 مارس صرح كبير أمناء مجلس الوزراء الياباني يوكيو إدانو أن كميات الإشعاعات التي حررت هي كميات صغيرة وأن اتجاه الرياح سيؤدي إلى توجيهها إلى البحر. لكن كمية الإشعاعات المقاسة ضمن غرفة التحكم في المحطة كانت أكثر بـ 100 مرة من المسموح. أما كمية الإشعاعات المقاسة قرب البوابة الرئيسية للمحطة فكانت أكثر بـ 8 مرات من الحد الطبيعي. وأعلن في مؤتمر صحفي عند الساعة 7 بأن كمية الإشعاعات المقاسة من خلال سيارة مراقبة كانت أكبر من الحد الطبيعي. كما تم الكشف عن السيزيوم بالقرب من المحطة. مما يعني احتمال تعرض قضبان الوقود إلى الهواء.
قام رئيس الوزراء الياباني ناوتو كان بزيارة المحطة لفترة قصيرة في 12 مارس. كما أرسل فريق إنقاذ تابع لمطافئ طوكيو إلى فوكوشيما
وأجلي أكثر من 50000 مواطن من المنطقة
.

## البداية والمسببات

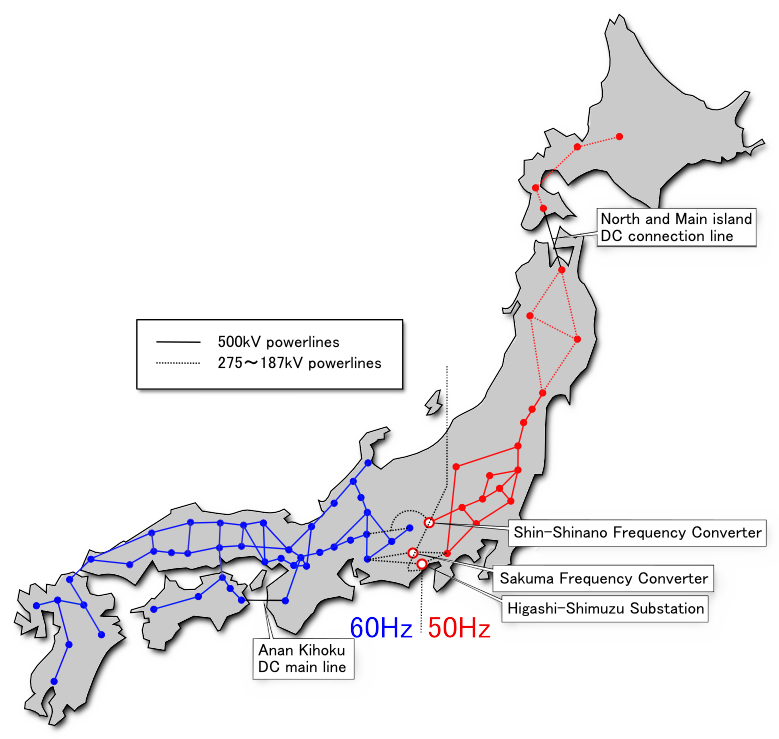
خريطة تظهر توزع الشبكة الكهربائية في اليابان وتظهر تناقض في النظم المستخدمة حسب المنطقة

ضربت اليابان في 11 مارس 2011 زلزال بقوة 9 MW في الساعة 14:46 حسب توقيت المحلي الياباني. وكان مركز الزلزال في جزيرة هونشو. مما أدى إلى تسارع في حركة القشرة الأرضية وصلت قيمته العظمى تحت الوحدة 2 و3 و5 إلى 5.50 و 5.07 و 5.48 متر/ثا2 على التوالي. وقد كانت هذه الوحدات مصممة لتحمل تسارع يصل إلى 4.38و 4.41 و 4.52 متر/ثا2 على التوالي. وكانت قيم التسارع في باقي الوحدات ضمن الحدود التصميمية. وقد كانت مفاعلات الوحدات 1 و 2 و3 في حالة عمل أثناء حدوث الزلزال في حين كانت الوحدات 4 و5 و6 في حالة توقف بسبب إجراءات الصيانة الوقائية. وقد تم إيقاف الوحدات عندما وقع الزلزال بشكل آلي.
توقف توليد الطاقة الكهربائية بعد أن توقفت المفاعلات عن العمل. وعادةً ما يتم استخدام طاقة خارجية من أجل تأمين عملية تبريد المفاعل وعمليات التحكم الآلي بالمفاعل، لكن أدى الزلزال إلى حدوث اضرار في الشبكة المحلية. بدأت مولدات الطوارئ العاملة بالديزل بالعمل لكنها توقفت بشكل مفاجئ عن العمل عند الساعة 15:41 حسب توقيت اليابان. لتتوقف جميع إمدادات التيار الكهربائي إلى المفاعلات. وقد حُمي المفاعل بجدار بحري والذي صمم لصد تسونامي حتى ارتفاع 5.7 متر، لكن الموجة التي ضربت المفاعل قدرت بارتفاع 15 متر. وبالتالي عبرت أمواج البحر بسهولة الجدار البحري ولتغمر مياه البحر الأبنية المنخفضة من بناء المفاعل. ووفق المادة العاشرة من القانون الياباني فينبغي إبلاغ الحكومة مباشرة حال وقوع أمر مماثل. وبالفعل قامت شركة كهرباء طوكيو بإبلاغ الحكومة لتعلن حالة طوارئ نووية من المستوى الأول.
تم تزويد أنظمة التحكم في المفاعل بالطاقة الكهربائية بعد تعطل مولدات الديزل بواسطة بطاريات كانت مصممة لتعمل مدة ثماني ساعات. كما تم إرسال بطاريات من مفاعلات أخرى وأنظمة توليد متنقلة خلال 13 ساعة، وقد عملت هذه المولدات المتنقلة بشكل مستمر حتى الساعة 15:04 من يوم 12 مارس. بسبب كون المولدات كانت مرتبطة مع معدات تحويل في القبو، وأدى غمر القبو بمياه البحر إلى توقفها وبعد جهود متلاحقة بذلت من أجل تأمين مياه التبريد للمفاعل وجدت خطة من أجل بناء خط كهربائي جديد يصل إلى المفاعل ويقوم بتشغيل المضخات. وقد وصل كابل هذا الخط في الساعة 08:30.
لم تتوقع شركة كهرباء طوكيو تسونامي وزلزال قد يؤدي إلى مثل هذه الأضرار. على الرغم من أن الوكالة الدولية للطاقة الذرية قد عبرت مراراً عن قلقها من قدرة المنشآت النووية اليابانية على تحمل الزلازل.

## الوحدة الأولى

### مشكلة التبريد

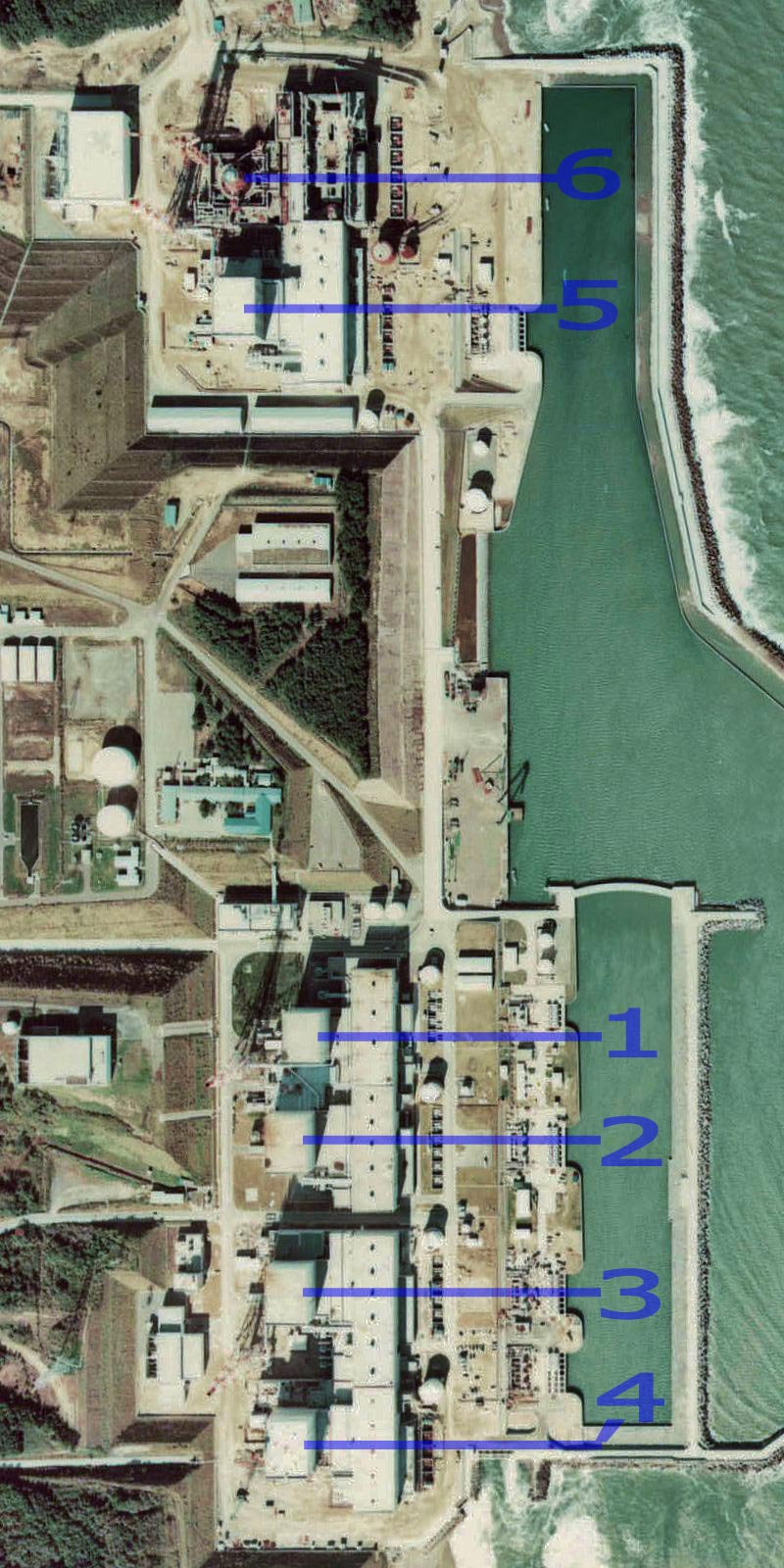
منظر جوي لمنطقة المفاعل ملتقطة سنة 1975 الوحدة 6 في هذه الصورة كانت تحت الإنشاء تظهر في شمال أعلى الصورة.

تم إيقاف التشغيل الطارئ للوحدة الأولى في يوم 11 مارس بنجاح كاستجابة طارئة للزلزال  ولكن بعد ذلك عانى من فقدان كامل للطاقة الكهربائية المولدة في أعقاب كارثة تسونامي. وكانت الطاقة الوحيدة المتبقية ناتجة من بطاريات الطوارئ والتي كانت قادرة على تشغيل بعض أنظمة التحكم والمراقبة. في الساعة 15:42 حسب توقيت اليابان أعلنت تيبكو حالة الطوارئ النووية في الوحدات 1 و 2 لعدم إمكانية حقن مياه التبريد في قلب المفاعل وأكدت أن أنظمة التبريد الأساسية تقع ضمن حالة الطوارئ. وكانت أول هذه الإعلانات مؤقتة وخاصة بعد أن تم إعادة مياه التبريد، لكن حالما تم إعادة الإعلان عند الساعة 17:07. كما أعلن عن احتمال تسرب أشعة مع الأبخرة المنفسة من الدائرة الابتدائية في منطقة الاحتواء الثانية للحد من تصاعد الضغط.
بعد فقدان الطاقة استخدمت الوحدة الأولى في بداية الأمر نظام التبريد بالمكثف المعزول. وبحلول منتصف الليل هبطت مستويات المياه في المفاعل وأعلنت تيبكو تحذيرات عن احتمال تسربات إشعاعية. كما أعلنت تيبيكو في الساعات الأولى من صباح 12 مارس، عن ارتفاع مستويات الإشعاع في بناء عنفة الوحدة الأولى. كما أن الشركة تنظر في تنفيس الضغط إلى الجو، مما قد يؤدي إلى الإفراج عن بعض النشاط الإشعاعي.
صرح أمين مجلس الوزراء الياباني يوكيو إيدانو في الصباح بأن كميات الإشعاع المتسربة ستكون صغيرة وأن اتجاه الرياح المتجه نحو البحر مناسب لعمليات التحرير. وفي الساعة 02:00 حسب توقيت اليابان بأن الضغط ضمن بناء الاحتواء للمفاعل وصل إلى 600 كيلوباسكال وهي أعلى بـ 200 كيلوباسكال عن القيمة الطبيعة. وسجل الضغط في الساعة 05:30 ضمن المفاعل بأنه أعلى بضعفين عن الضغط التصميمي  ووصل إلى 820 كيلو باسكال. وتوقفت عملية التبريد بالعزل بين منتصف الليل والساعة 11:00 في يوم 12 مارس وهنا بدأت تيبيكو في تحرير الضغط وحقن المياه. وقد أستقبل أحد العمال كمية من الإشعاع قدرت بـ 10 ميلي سفيرت وأرسل إلى المشفى لتقييم حالته.
أدى ارتفاع الحرارة ضمن منطقة الاحتواء إلى زيادة الضغط، وكانت الحاجة للكهرباء لتأمين عمل مضخات التبريد ونظام التهوية الذي يعمل على قيادة الغازات خلال المبادلات الحرارية في غلاف المبادل. وبالتالي أصبح تحرير الغازات من المفاعل أمراً ضرورياً بسبب ارتفاع الضغط، والذي سيفيد في تبريد المفاعل طالما أن مرجل المياه لا يعمل، ولكن في نفس الوقت يجب تعويض فقدان مياه التبريد. وطالما لا يوجد ضرر في قضبان الوقود فإن مقدار التلوث الإشعاعي في مياه التبريد سيكون قليلاً.
أعلنت تيبيكو في الساعة 07:00 بخصوص أمر تحرير الضغط بأنه تم قياس نسبة الإشعاع بواسطة سيارة مراقبة في الموقع وأشارت القياسات إلى أن نسبة الإشعاعات كانت أعلى من النسبة الطبيعية. وقد سجلت نسبة الإشعاع أمام البوابة الرئيسية وكانت 69 نانو غراي في الساعة. وقد وصلت ذروة التسرب في هذا اليوم عند الساعة 10:30 ووصلت إلى 0.3855 ميلي سفيرت/الساعة. وقد انخفضت نسبة مياه التبريد بشكل كبير مما أدى إلى تعرض قضبان الوقود للهواء وحدوث انصهار جزئي لها. مما أدى إلى ارتفاع نسبة الإشعاع إلى قيم تزيد عن الحدود الطبيعية.
في يوم 14 مارس ازدادت نسبة التسرب ووصلت في الساعة 02:20 إلى 0.751 ميلي سفيرت/الساعة في أحد مواقع المبنى وفي موقع آخر وصلت إلى 0.650 ميلي سفيرت/الساعة. وفي يوم 16 مارس وصلت أعلى نسبة للإشعاع إلى 10.850 ميلي سفيرت/الساعة.

### الانفجار

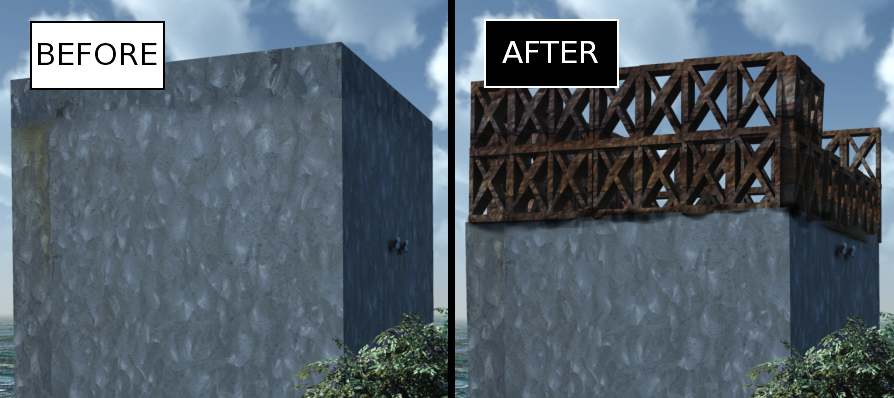
مقارنة تظهر تضرر الوحدة الأولى

سمع صوت انفجار في الساعة 16:30 في المحطة. وفي الساعة 17:00 بثت شبكة فوكس صوراً للانفجار تظهر فيه أعمدة من الدخان الأبيض المتصاعد من المحطة. وفي الساعة 17:03 أظهرت شبكة بي بي سي بأن تلفزيون إن أتش كي الياباني سجل الانفجار بالقرب من المحطة وأن 4 أشخاص أصيبوا
. وأكد مسؤولين في الساعة 18:43 حدوث انفجار في المحطة. وأعلن يوكيو إدانو في تصريح لوكالة رويترز عند الساعة 21:36 بأن الغلاف الاسمنتي الخارجي قد انهار بسبب انفجار الهيدروجين الناجم عن انخفاض مستوى مياه التبريد. كما أشار إلى أنه الغلاف الحاوي على المفاعل مايزال سليماً ولا يوجد تسرب كبير للمواد المشعة منه. وقد أكدت زيادة في المستويات الإشعاعية بعد حدوث الانفجار.
أعلن تلفزيون أي بي سي الأسترالي وفقاً للسلطات المحلية لفوكوشيما بأن التسرب الإشعاعي الساعي من المحطة يبلغ 1.015 ميكروزيفرت وهذه الكمية تعادل الكمية المسموح بأن يتعرض لها الإنسان العادي في سنة واحدة.
كما نقلت الجارديان عن تلفزيون إن أتش كي بأنها تنصح مواطيني فوكوشيما بأن يبقوا ضمن منازلهم ويغلقوا النوافذ والأبواب وأن يضعوا أقنعة على وجوههم أو يغطوا وجوههم بمناديل أو مناشف إضافة لعدم شرب مياه الصنبور. وفي الساعة 19:07 أعلنت رويترز بأن منطقة الإخلاء قد تم توسيعها إلى نصف قطر 20 كم حول المحطة. كما تم تقييد حركة الطائرات على نطاق 20 كم حول المحطة.
كما علق الخبير النووي الروسي ياروسولف شترومبخ بأنه لم يتصور أن تحدث حادثة مثل كارثة تشيرنوبيل مشيراً إلى اختلاف التصاميم بين المفاعلين، وأضاف إلى أن أي تسرب في المواد المشعة لن يقتصر تأثيره على جوار المحطة. كما صرح الخبير الأمريكي إدوين ليمان بأنه لا يملك معلومات كافية عما حصل، وأشار إلى أن كل الدلائل على الأحداث التي وقعت هناك تشير إلى أنه إحدى أخطر أنواع الحوادث النووية.
وفي الساعة 21:00 أعلنت تيبكو أن هناك مخطط لتبريد المفاعل الذي يحدث تسريب بمياه البحر، والذي كان قد بدأ فعلاً في الساعة 20:03 حسب التوقيت المحلي لليابان. ومن ثم استخدم حمض البوريك من أجل تفعيل ماص البروتون لمنع الحوادث الحرجة. ويستغرق ملء قلب المفاعل بمياه البحر ما بين 5 إلى عشر ساعات، وبعد ذلك يتطلب التبريد بمياه البحر لمدة حوالي 10 أيام.
وفي الساعة 23:00 أعلنت تيبكو أنه بسبب الزلزال الذي حصل في الساعة 22:15 فإن عملية ملء قلب المفاعل بمياه البحر وحمض البوريك قد توقفت.
وفي الساعة 01:17 من يوم 13 مارس حسب توقيت طوكيو أعلنت وكالة الطاقة النووية اليابانية أن حادث فوكوشيما يقع على المرتبة 4 من المراتب 0 إلى 7 حسب تصنيف المقياس الدولي للحوادث النووية.

### استخدام مياه البحر للتبريد
أصدرت الحكومة اليابانية أمراً في الساعة 20:05 من يوم 12 مارس بحقن مياه البحر داخل المفاعل لتأمين عملية التبريد لنواة المفاعل. وقد تمت هذه العملية كحل أخير لمشكلة التبريد لأنه بعد هذه العملية لا يمكن استخدام المفاعل في المستقبل. وبدأت تيبيكو عملية ضخ مياه البحر في الساعة 20:20 مضيفة حمض البوريك كماص بروتوني لمنع الحوادث الحرجة. وقد أستغرق ملء نواة المفاعل ما بين 5 إلى عشر ساعات ليتم تبريد المفاعل خلال 10 أيام. وقد تمت عمليات حقن مياه التبريد باستخدام سيارات الأطفاء
توقف ضخ المياه لمدة ساعتين في الساعة 01:10 من يوم 14 مارس بسبب نفاذ المياه من البرك المخصصة لذلك (وكذلك الأمر بالنسبة للوحدة الثالثة).
ركب في 18 مارس لوحة توزيع كهربائي جديدة في مكان قريب من الوحدة الأولى ليتم توزيع الكهرباء عبر الوحدة الثانية والتي كانت قد عملت قبل ذلك بيومين. استمر في يوم 21 مارس حقن مياه البحر وكذلك إصلاح المعدات الكهربائية.

## الوحدة 3
تتميز الوحدة الثالثة بأن مفاعلها يعمل على اليورانيوم وأكسيد البلوتونيوم، مما يجعلها أكثر خطورة في حالة الحوادث بسبب الآثار النيترونية للبلوتونيوم والآثار المسرطنة الناتجة عن تحرره إلى الهواء.
في وقت مبكر من يوم 13 مارس أعلنت وكالة سلامة الصناعة النووية اليابانية في مؤتمر لها بأن نظام التبريد في الوحدة 3 قد أخفق، وحفزت على إيجاد وسيلة عاجلة لتأمين مياه التبريد لقلب المفاعل للحيلولة دون انهيار هذا المفاعل. وقد تعرض 3 متر من قضبان الوقود في مرحلة ما إلى الهواء.
وفي الساعة 07:30 حسب توقيت اليابان تحضرت تيبكو إلى إطلاق كمية من البخار يحوي على مواد مشعة، وقد صرحت أن كمية الإشعاع لن يكون لها تأثير سيئ على صحة الإنسان.
وفي الساعة 09:25 بعد أن تمت عملية التنفيس بدأت عملية حقن حمض البوريك إلى المفاعل عن طريق مضخة إطفاء حريق. وفي الساعة 12:33 صرح المتحدث باسم الحكومة بأن هناك احتمال قوي في ذوبان جزئي لقضبان الوقود، ويمكن أن تتكرر العملية في الوحدة 3 كما حدث في الوحدة 1 ويحدث انفجار مشابه. لكن سرعان ما انتهى من تصريحه صدر تصريح آخر بانه لا يوجد حالياً خطر على الإنسان حيث لا توجد فرصة لذوبان قضبان الوقود.

## الوحدة الثانية
كانت الوحدة الثانية تعمل خلال الزلزال وشهدت نفس الإجراءات التبريدية مباشرة بعد وقوع الزلزال (إمدادات الطاقة عن طريق محركات الديزل والتي فشلت بعد نحو ساعة)، وكان هناك تقارير عن أن مستويات المياه مستقرة. وقد زودت الطاقة عن طريق وحدات توليد متنقلة، حين بدأت الاستعدادات لتنفيس الضغط.

### مشكلة التبريد في الوحدة الثانية
ذكرت وكالة جيجي للأنباء في 14 مارس بأن وظائف التبريد قد توقفت في المفاعل 2، وأن مستوى مياه التبريد قد انخفض. ونتج هذا عن نفاذ وقود المضخات. وقد صرحت وكالة جيجي في وقت لاحق بأن الوقود النووي أصبح مكشوفاً بشكل كامل وأن هناك خطر من انهيار كامل في المفاعل. ولاحقاً أعلنت وكالة جيجي نقلأ عن شركة كهرباء طوكيو بأنه لا يمكن أبداً أن يستبعد الانهيار.
وفي الساعة 22:29 حسب توقيت طوكيو، نجح العاملين بإعادة ملأ نصف المفاعل بالماء، ومع ذلك بمرور الوقت بقي جزء من القضبان النووية مكشوفة، ولم يستبعد التقنيين من احتمال انصهار قضبان الوقود النووي. كما قام العاملين من جانب آخر بهدم أجزاء من جدران بناء المفاعل 2 للسماح بهروب الهيدروجين أملاً في منع انفجار آخر.
قيست نسبة الإشعاع عند بوابة المحطة في الساعة 21:37 ووجدت أنها تساوي 3.13 ميلي سفيرت/الساعة، والكمية خلال 20 دقيقة تعادل التعرض السنوي لعمال لايعملون في المجال النووي، لكن هذه النسبة عادت وهبطت إلى 0.326 ميلي سفيرت/الساعة 22:35.
اعتُقد عند الساعة 23:00 من أن أربع قضبان نووية أصبحت مكشوفة بشكل كامل للمرة الثانية. وفي الساعة 01:30 عرض تلفزيون NHK تقريراً مباشراً عن شركة كهرباء طوكيو يفيد بأن مستوى المياه للمرة الثانية أصبح تحت مستوى جذور القضبان، وأن الضغط ضمن الحاوية قد ارتفع، وقد رجحوا أن انفجار الهيدروجين في الوحدة 3 قد سبب خلل في نظام تبريد الوحدة الثانية. حيث أخفقت أربع مضخات من أصل خمس في العمل ضمن الوحدة الثانية بعد انفجار الوحدة الثالثة. بالإضافة إلى أن المضخة الأخيرة أصبحت تقريباً خارج العمل. ولتجديد موارد المياه، فيجب أن يقلل الضغط الوارد عن طريق فتح صمام تنفيس. لكن توقف فجأة مقياس وحدة تدفق الهواء، مما أدى إلى منع تدفق المياه مرة أخرى وأصبحت جذور قضبان الوقود مكشوفة تماماً.
وفي الساعة 04:11 من يوم 15 مارس عاد تدفق المياه إلى المفاعل مرة أخرى. عند الساعة 10:38 , سجل ارتفاع مستوى المياه إلى 1.20.

### انفجار بناء الوحدة الثانية
سمع صوت انفجار بعد الساعة 06:14 في 15 مارس في الوحدة 2، ومن الممكن أنه سبب ضرراً في نظام كبح الضغط، الواقع في الجزء السفلي من حوض الاحتواء. تجاوز مستوى الإشعاع الحد القانوني وبدأت عمليات إجلاء العمال الغير أساسيين من المحطة. ولم يبقى في الموقع سوى 50 عامل أساسي. بعد فترة وجيزة، كانت معدلات الإشعاع مكافئة إلى 8,2 ميلي سفيرت/الساعة. وبعد نحو ساعتين بعد الانفجار هبط مرة أخرى إلى 2,4 ميلي سفيرت/الساعة، وبعد فترة وجيزة. بعد ثلاث ساعات من الانفجار، ارتفع المعدل إلى 11,9 ميلي سفيرت/الساعة.

## الآثار على الموظفين والسكان
دعت السلطات اليابانية السكان إلى إخلاء المنطقة في شعاع قطره عشرة كيلومترات حول موقع المحطة.
ونصح الخبراء والصحفيون في محطة التلفزيون اليابانيين بالبقاء في بيوتهم وإغلاق نوافذهم في دائرة أوسع من منطقة الـ10 كلم التي تم إخلاؤها وأيضا الأفراد المتواجدين في الخارج إلى حماية جهازهم التنفسى بفوطة مبللة وتغطية جسدهم إلى أقصى حد، لتجنب تعرض جلدهم مباشرة إلى الهواء.
وقالت وكالة أنباء كيودو إن الإشعاعات التي يتلقاها فرد على موقع الانفجار توازى تلك التي يمكن لفرد تلقيها خلال عام تحت طائلة تعريض صحته للخطر. وقال المتحدث باسم الحكومة اليابانية يوكيو إدانو إنه “أبلغ بوقوع انفجار” في الموقع.
وأضاف “نقوم بكل ما في وسعنا لنكون على اطلاع بما يحصل. ندرس النشاط الإشعاعى بعناية فائقة”. وتابع أن السلطات تتخذ “كافة التدابير لضمان سلامة السكان”. وسيتم إرسال فرق إطفاء خاصة مدربين على التعامل مع الحالات الطارئة إلى المحطة للمساعدة.
وبدأت المشاكل في المفاعل رقم واحد في محطة فوكوشيما بعد الزلزال العنيف الذي ضرب شمال شرق اليابان الجمعة وبلغت قوته 8,9 درجات.
وظهرت مشاكل في درجات الحرارة وسلم سلاح الجو الأمريكي المحطة سائل تبريد.
وتلقت شركة طوكيو للطاقة الكهربائية التي تشغل الموقع تعليمات بفتح صمامات المفاعل لبعث بخار إشعاعى وتخفيف الضغط الداخلى المرتفع بشكل غير طبيعى. وأكدت وكالة الأمن النووى والصناعي أنه يبدو أن هذه العملية نجحت قبل الإعلان عن وقوع الانفجار.

## معرض صور

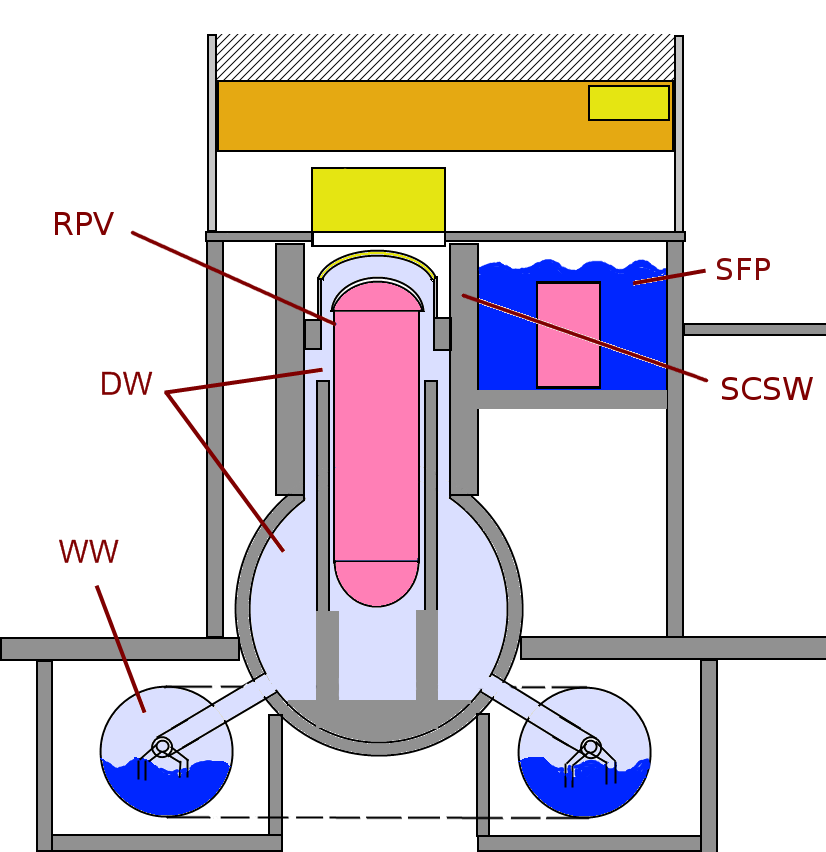
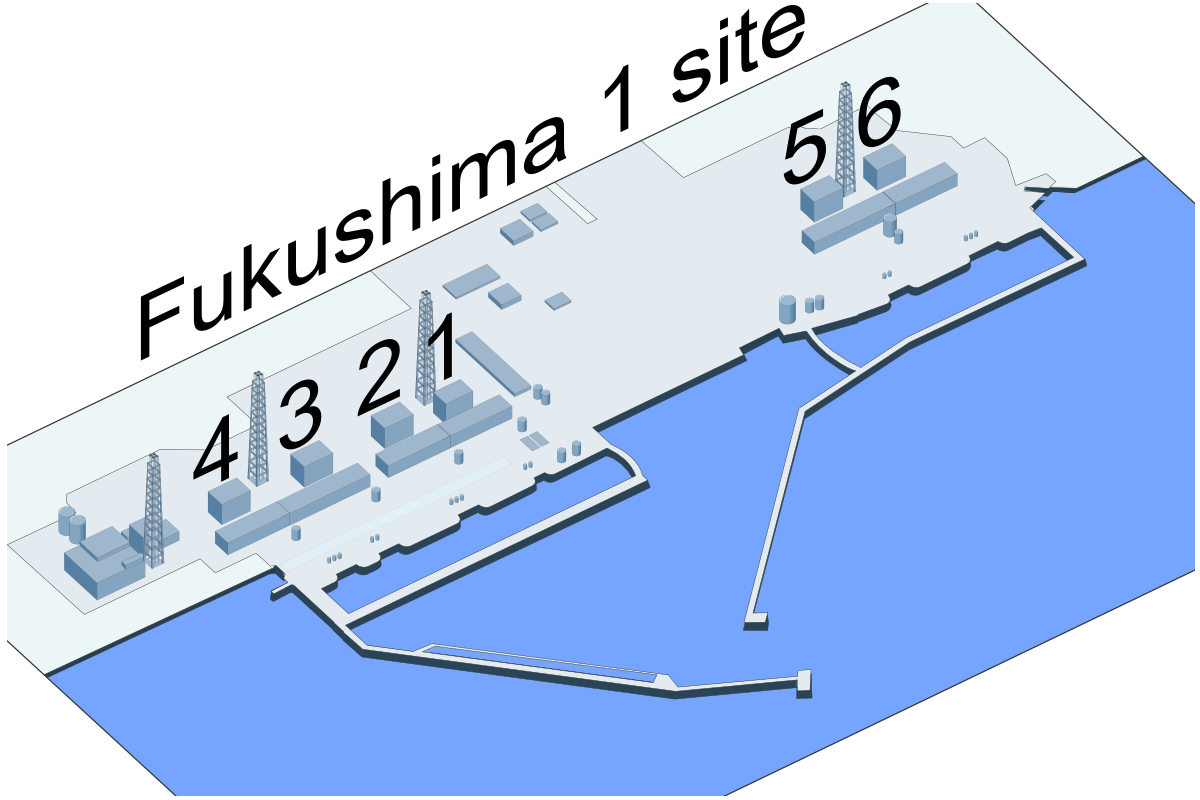

## مقالات ذات صلة
- وكالة الطاقة النووية